# Elektrická baterie

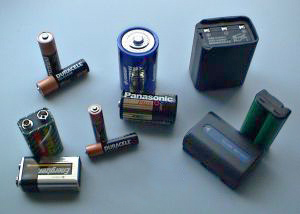
Různé baterie a monočlánky

Elektrická baterie je zdroj elektrické energie, realizovaný jako sada sériově spojených elektrických článků.

## Historie

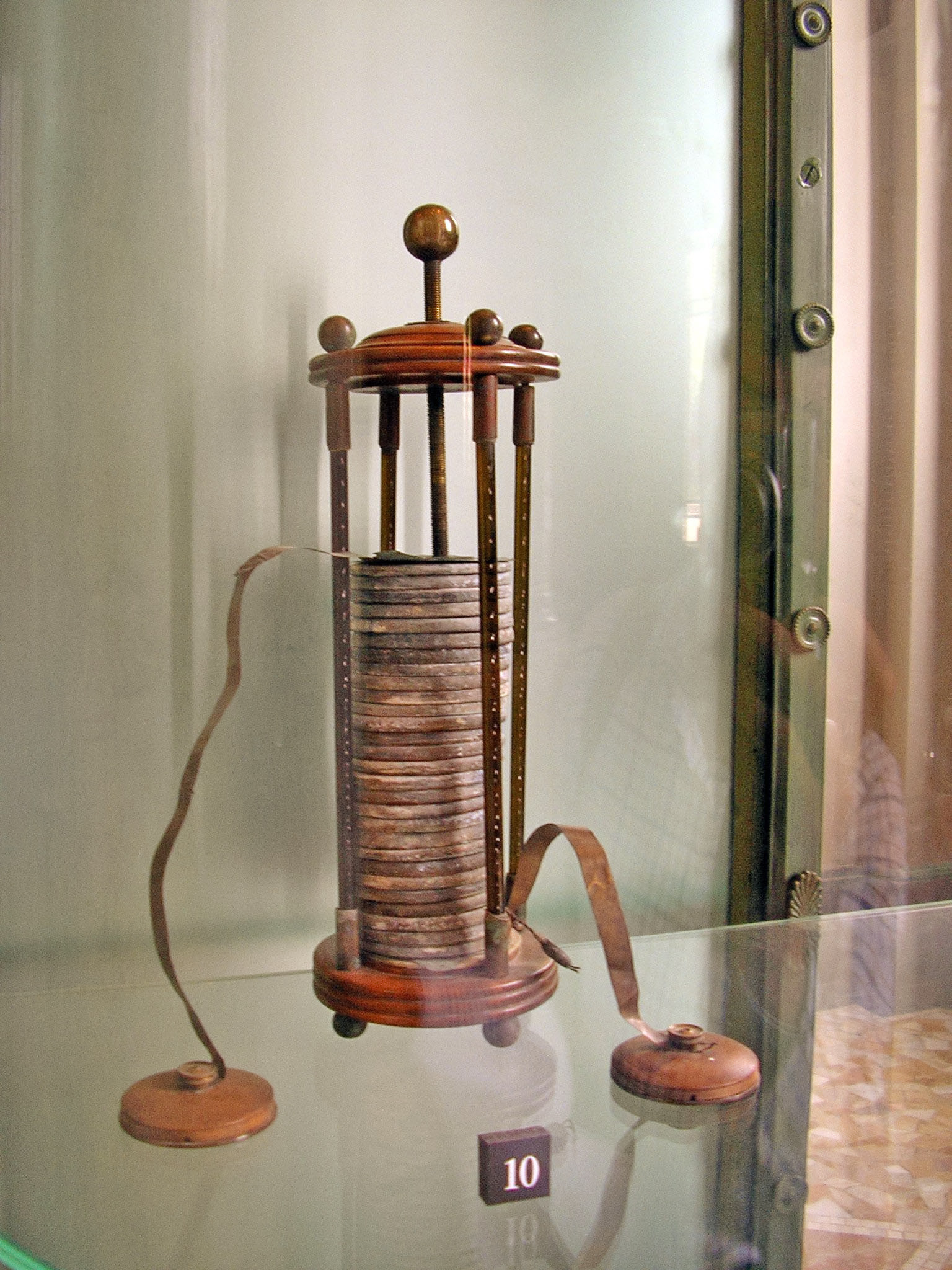
Voltův Sloup

První elektrickou baterii sestrojil v roce 1801 Alessandro Volta, šlo o tzv. Voltův sloup.

## Zvýšení napětí
Články se spojují v baterie pro dosažení vyššího elektrického napětí než jaké by bylo napětí jediného článku, např. 1,5 V. Celkové napětí baterie je dáno součtem dílčích napětí jednotlivých článků v baterii.

## Příklady realizací
| název                   | typ článku                                | nabíjecí | napětí článku | počet článků | celkové napětí | typová značení |
| ----------------------- | ----------------------------------------- | -------- | ------------- | ------------ | -------------- | -------------- |
| Plochá baterie          | zinko-uhlíkový/zinko-chloridový/alkalický | Ne       | 1,5 V         | 3            | 4,5 V          | 3R12, 3LR12    |
| 9V baterie              | zinko-uhlíkový/zinko-chloridový/alkalický | Ne       | 1,5 V         | 6            | &9 V,&         | 6F22, 6LR61    |
| automobilový akumulátor | olověný                                   | Ano      | 2 V,&         | 6            | 12 V,&         |                |

## Konstrukční omezení
Pokud sériově zapojené články nemají stejnou kapacitu, může při hlubokém vybíjení být článek s nejnižší kapacitou vybit pod přípustnou mez, v extrémním případě dojde až k reverzaci[zdroj?] napětí na článku a jeho zničení.

### Série akumulátorů
Obecně řečeno bateriové zapojení akumulátorů do trvalých sérií snižuje jejich životnost a kvalitu. Při pohledu zvnějšku není žádná nevýhoda zřejmá a při použití v režimu zdroje je situace stejná jako u primárních článků, nenabíjecích. Obecně lze říci, že sériové zapojení působí jako průměrování: Proud je dán podle Ohmova zákona jako podíl součtu napětí a součtu vnitřních odporů.

V režimu zátěže, nabíjení, série nutí každému článku stejný společný proud: To je v pořádku u identických článků, ovšem reálně je každý trochu jiný. Navíc se zvyšujícím se počtem proběhlých nabíjecích cyklů mají tyto rozdíly tendenci se rozcházet. Život akumulátorové série končí v extrémním případě naprostým zničením kteréhokoli článku. Kvůli jedinému defektnímu článku se pak musí zlikvidovat celá baterie: Jde tedy o obdobu pravidla řetězu: 
Řetěz je právě tak silný, jak silný je jeho nejslabší článek.

Z pohledu úspornosti a maximalizace užitku by bylo lepší mít možnost tuto sérii rozbít a zbylé funkční články dále použít. A i pro nabíjení sérii rozpojovat a každý článek nabíjet zvlášť: Každý je totiž trochu jiný, především s jiným vlastním odporem, proto i při stejném proudu potřebuje jiné nabíjecí napětí. A toho lze dosáhnout jedině regulovanými zdroji proudu zvlášť pro každý článek.
V praxi se přijímá kompromis, kdy několik málo akumulátorových článků v sérii ještě lze považovat za přijatelnou míru neefektivity: Do trvalé série se zapojuje vždy jen několik článků a další spojení už jsou rozebiratelná.

## Jiné metody zvýšení napětí
Existují případy, kdy je potřeba zajistit vyšší stejnosměrné napětí a to třeba i o větších výkonech: Toto pak zařizují specializované akumulátorovny a akumulátorové stanice např. pro účely:
- ovládání zařízení elektrorozvoden a transformačních stanic odpojených od okolí, v ostrovním režimu
- a nově také záložní zdroje pro serverovny.

Pro tyto se už ale nepoužívá zvyšování napětí spojováním do sérií, ale vyšších úrovní (např. nad 24 V nízké napětí) se dosahuje polovodičovými měniči a násobiči.